# Hill House (Dunfermline)

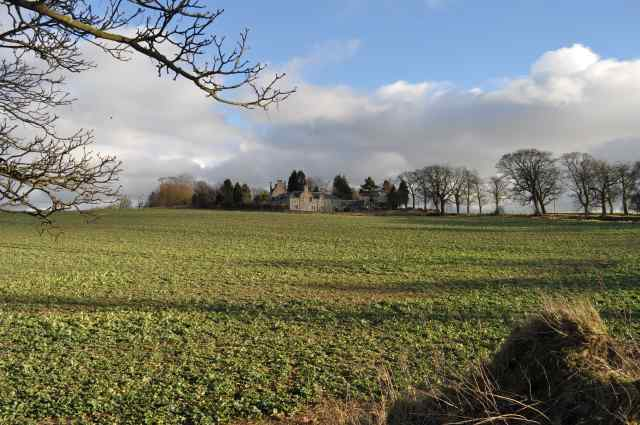
Hill House

Hill House ist ein Herrenhaus in der schottischen Stadt Dunfermline in der Council Area Fife. 1971 wurde das Bauwerk als Einzeldenkmal in die schottischen Denkmallisten in der höchsten Denkmalkategorie A aufgenommen.

## Geschichte
Hill House entstand im früheren 17. Jahrhundert. Möglicherweise ließ William Monteith of Randieford, der die Ländereien von Hill im Jahre 1624 erworben hatte, das Herrenhaus erbauen. Hierauf deuten auch die Initialen „WM“ oberhalb des ehemaligen Hauptportals hin. Der Innenraum wurde im Laufe der Jahrhunderte mehrfach renoviert. Zwei Kamine von Culross Abbey House sollen hierher verbracht worden sein. Einer der beiden wurde zwischenzeitlich wieder zurückversetzt. In der Mitte des 18. Jahrhunderts wurde das Anwesen dem Anwesen Elgin hinzugefügt und wurde von der Familie Mitchell bewohnt. Rund hundert Jahre später lebten Arbeiter in Hill House. Im Jahre 1912 wurde ein einstöckiger Anbau hinzugefügt und das Gebäude kurze Zeit später restauriert. Hierbei wurde die Aufteilung in separate Wohneinheiten wieder aufgehoben.

## Beschreibung
Hill House steht am Südwestrand von Dunfermline. Das Herrenhaus weist einen L-förmigen Grundriss auf. Es ist im Stile der schottischen Renaissance-Architektur ausgestaltet und orientiert sich an den Arbeiten des königlichen Steinmetzes James Murray. Im Innenwinkel ragt ein ungewöhnlicher, abgekanteter Treppenturm auf. Er schließt mit einer Buchstaben formenden Steinbalustrade. Die Sprossenfenster der Obergeschosse sind bekrönt. Lukarnen ragen in das graue Schieferdach. Bemerkenswert für den Bauzeitraum ist die Qualität der Steinmetzarbeiten entlang der Fassaden. Hierzu zählen die Ornamentierung von Einfassungen, die verschiedenen Inschriften sowie die figurale Ausgestaltung, zum Beispiel eine harfespielende Engelsfigur.